# 小行星2173
小行星2173（2173 Maresjev）是一颗围绕太阳公转的小行星。1974年8月22日，柳德米拉·朱拉夫寥娃在克里米亚发现了此天体。
該小行星以蘇聯英雄阿列克謝·馬列西耶夫命名。
这颗小行星的绝对星等为163.2435462853201等。